# Niewolnicy Nowego Jorku
Niewolnicy Nowego Jorku (ang. Slaves of New York) – amerykański dramat obyczajowy z 1989 roku w reżyserii Jamesa Ivory'ego. Adaptacja zbioru opowiadań Tamy Janowitz.

## Fabuła
Akcja toczy się w środowisku artystów i ich przyjaciół. Ich życie to czekanie na wielką szansę, będącą początkiem ich kariery.

## Główne role
- Bernadette Peters - Eleanor
- Chris Sarandon - Victor Okrent
- Mary Beth Hurt - Ginger Booth
- Madeleine Potter - Daria
- Adam Coleman Howard - Stash
- Nick Corri - Marley
- Charles McCaughan - Sherman
- John Harkins - Chuck Dade Dolger
- Mercedes Ruehl - Samantha
- Joe Leeway - Jonny Jalouse
- Anna Katarina - Mooshka
- Bruce Peter Young - Mikell
- Michael Schoeffling - Jan
- Steve Buscemi - Wilfredo